# Herzoglich Sachsen-Meiningisches Feldjägerkorps

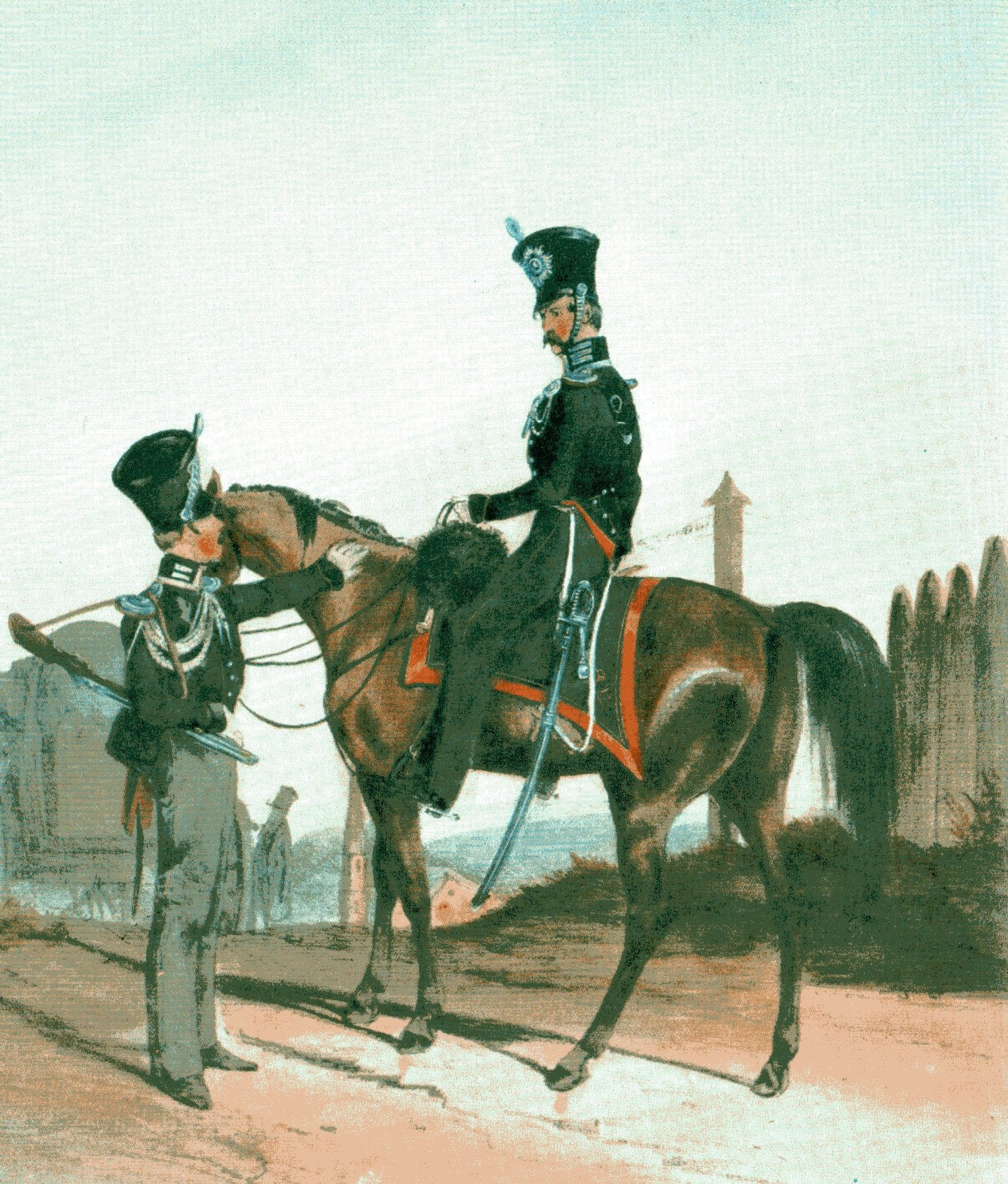
Feldjäger des Herzogtums Sachsen-Meiningen um 1840

Das Herzoglich Sachsen-Meiningische Feldjäger-Korps bildete von 1827 bis 1918 die Gendarmerie des Herzogtums Sachsen-Meiningen.

## Geschichte

### Gründung und Aufgaben
Gegründet wurde das Feldjägerkorps am 10. März 1827. Es war Teil des sachsen-meiningischen Militärkontingents des Deutschen Bundes. Vermutlich wurde das Korps 1867 aufgrund der Militärkonvention mit dem Königreich Preußen in eine zivile Institution mit weiterhin militärischem Charakter umgewandelt; Einzelheiten sind bislang nicht bekannt.
Das Feldjägerkorps wurde vermutlich unmittelbar nach der Novemberrevolution 1918 und der Abdankung von Herzog Bernhard III. umbenannt und in die Gendarmerie des nunmehrigen Freistaats Sachsen-Meiningen integriert. Auch hier sind Einzelheiten unbekannt.
Analog zu anderen Gendarmerien im Deutschen Bund bestand die Hauptaufgabe des Korps in der Aufrechterhaltung der öffentlichen Sicherheit, Ruhe und Ordnung sowie der Überwachung der dazu bestehenden Gesetze und Verordnungen. Außerdem sollten die Justiz- und Verwaltungsbehörden unterstützt werden. Nachweislich bis 1867 waren die Feldjäger auch für den Zolldienst und das Steuerwesen zuständig.

### Gliederung 1867
Nach dem sachsen-meiningischen „Hof- und Staatskalender von 1867“ bestand das Korps aus 46 Mann, die in das Feldjägerkommando sowie drei Gendarmerie-Brigaden und sechs sogenannte Sektionen gegliedert war. Brigadekommandanten waren Offiziere, Sektionsführer Oberjäger. Da noch ein Auditeur erwähnt wird, unterstanden die Korpsmitglieder zu diesem Zeitpunkt noch der Militärgerichtsbarkeit:
- Feldjägerkommando (Major Adolf Kaiser)

- 1. Brigade, Standort Meiningen

- 2. Brigade, Standort Hildburghausen

- 3. Brigade, Standort Saalfeld

### Uniformierung
Um 1840 waren die Feldjäger analog zur sachsen-meiningischen Infanterie mit einem dunkelgrünen Kollett sowie dunkelgrauen Winter- bzw. weißen Sommerhosen uniformiert und trugen einen schwarzen Tschako mit einer grün-weißen Kokarde. Die Rockumschläge und Vorstöße für die Gendarmerie waren orange wie auch die Einfassung der Schabracke für die Dienstpferde.
Später wurde die Uniform mehrmals modifiziert und ein Waffenrock sowie die Pickelhaube eingeführt. Diese Uniform dürfte bis 1918 unverändert getragen worden sein.